# دیوید موریسی
دیوید مارک موریسی (به انگلیسی: David Morrissey)‏ (زاده ۲۱ ژوئن ۱۹۶۴) نویسنده، تهیه‌کننده و بازیگر انگلیسی است. عمده شهرتش بخاطر بازی در نقش فرماندار در سریال مردگان متحرک است.

## فیلم شناسی
- قصه‌گو (۱۹۸۸)
- سرزمین آب (۱۹۹۲)
- ماندولین کاپیتان کارولی (۲۰۰۱)
- خارج از کنترل (۲۰۰۲)
- قول (۲۰۰۳)
- خرابکاری (۲۰۰۵)
- دکتر هو (۲۰۰۸)
- عشق حقیقی (۲۰۱۱)
- ریچارد دوم (۲۰۱۲)
- به پانچ خوش آمدید (۲۰۱۳)
- مردگان متحرک (۲۰۱۲)
- شروود (۲۰۲۲)